# Eugenia chartacea
Eugenia chartacea är en myrtenväxtart som beskrevs av Mcvaugh. Eugenia chartacea ingår i släktet Eugenia och familjen myrtenväxter. Inga underarter finns listade i Catalogue of Life.